# Pogrzebacz

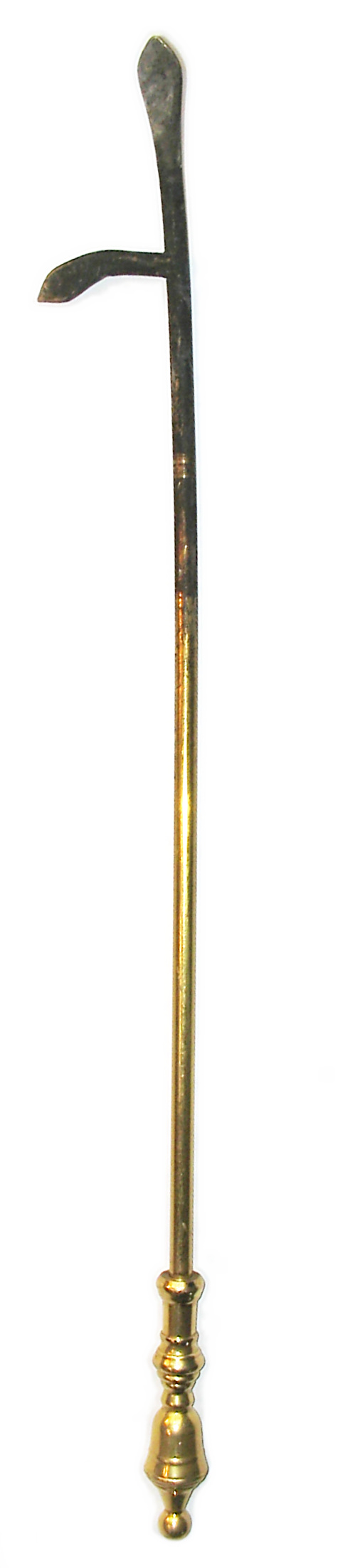
Pogrzebacz

Pogrzebacz – ręczne narzędzie w postaci pręta z niepalnego materiału, zazwyczaj metalowe o długości około 1 metra (lub dłuższego), zagiętego na końcu do postaci haka lub poprzeczki, służące do obsługi paleniska z rusztem lub bez rusztu na przykład pieca chlebowego, kominka.
Pogrzebacz służy do poruszania, przemieszczania, rozgarniania zarówno paliwa stałego jak i jego stałych produktów spalania (popiół, żużel, niedopalony opał), oraz do udrażniania samego rusztu. W piecach kuchennych zaopatrzonych w płyty kuchenne z fajerkami pozwala zdejmować i nakładać fajerki. Stosowany w różnych typach pieców opałowych na drewno, węgiel lub koks.
Narzędzie przydatne także do obsługi grilla, kominka, rożna, a nawet zwykłego ogniska. Wyróżniamy wiele rodzajów pogrzebaczy, od prostego lub zagiętego przy końcu drutu, aż po zdobione, mosiężne „widełki”.
Historycznie rzecz ujmując, pierwowzorem pogrzebacza były ożogi – zwykłe, grube kije później także z odstającym na bok kawałkiem gałęzi. Pogrzebacz był już metalowy (kuty) i najpierw pojawił się u bogaczy. W czasach gdy palono drewnem w kominku lub na płaskich paleniskach kuchennych bosakowaty kształt był bardzo użyteczny. Gdy wprowadzono ruszty, fajerkowe płyty kuchenne oraz opalanie węglem, pogrzebacze znacznie się uprościły, przekształcając się w zwykły haczyk z giętego pręta stalowego.

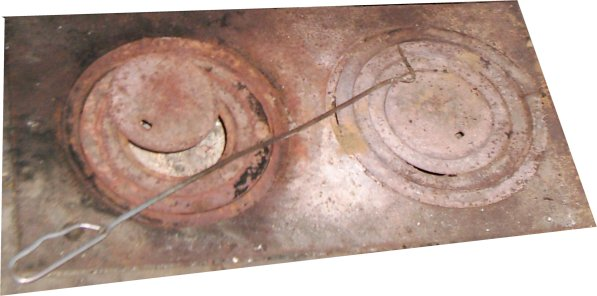
Współczesny pogrzebacz czyli haczyk